# Славное будущее
«Сла́вное бу́дущее» (англ. The Sweet Hereafter) — канадский художественный фильм режиссёра Атома Эгояна, вышедший на экраны в 1997 году. Экранизация одноимённого романа Рассела Бэнкса (1991) о расследовании обстоятельств аварии школьного автобуса. Фильм был восторженно принят кинокритиками, удостоен гран-при на Каннском кинофестивале 1997 года и номинировался на «Оскар» за лучшую режиссуру и адаптированный сценарий.

## Сюжет
В заснеженном посёлке Британской Колумбии происходит авария школьного автобуса, перевозившего детей. В живых остаётся только одна девочка, ставшая инвалидом и потерявшая возможность передвигаться из-за паралича, и водитель автобуса Долорес, которая 18 лет возила детей и очень любила их.
В город приезжает адвокат, который должен отстаивать права погибших детей и их родителей. У него тоже своя драма — его дочь наркоманка, и он обозлён на свою жизнь и весь мир. Адвокат пытается убедить родителей подать иск на компанию, производящую автобусы.
Но девочка, оставшаяся в живых, неожиданно для собственных родителей, рассчитывающих за счёт иска поправить материальное положение, даёт на суде ложные показания. При этом она впивается глазами в лицо отца, который, как только им двоим известно, состоял с ней в сексуальной связи и накануне аварии лишил её девственности.

## Фильм и книга
Режиссёр Атом Эгоян перенёс действие книги, основанной на реальном происшествии 1989 года, из Техаса на запад Канады, а также отказался от прямого хронологического изложения, перетасовав сцены в характерной для своих работ мозаичной манере. Также была заметно сглажена тема инцеста, которой в романе отводилось центральное место. В книге показания девушки на суде были представлены как бунт против манипулирующих ею из корыстных соображений родителей, в особенности против отца, который до аварии состоял с нею в кровосмесительной связи.

## Тема Крысолова
Музыкальный лейтмотив фильма — мелодия флейты, которую написал Майкл Данна. Звуки флейты сопровождаются строками из поэмы Р. Браунинга о Гамельнском крысолове. По сюжету поэмы, которую главная героиня читала погибшим детям накануне аварии, Крысолов увёл всех детей из города, когда их родители не выполнили своё обещание, так что в городе остался единственный ребёнок. Перекличка между сюжетом фильма и фабулой поэмы была введена в сценарий по инициативе режиссёра.

## В ролях

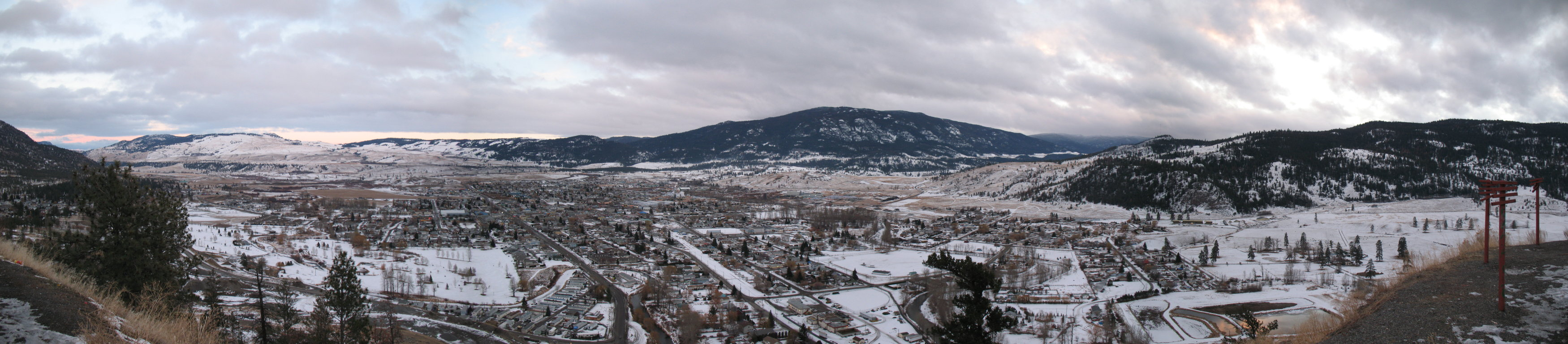
Пейзаж канадского городка, где проходили съёмки фильма

- Иэн Холм — Митчелл Стивенс, адвокат
- Сара Полли — Николь Барнелл
- Том МакКамэс — Сэм Барнелл, отец Николь
- Габриэль Роуз — Долорес Дискольт, водитель автобуса
- Каэртэн Бэнкс — Зой Стивенс, дочь Митчелла
- Мори Чайкин — Венделл
- Альберта Ватсон — Риза
- Стефани Моргенстерн — Эллисон
- Арсинеи Ханьян — Ванда
- Дэвид Хемблен — Эбботт
- Брюс Гринвуд — Билли
- Эрл Пэстко — Хэртли
- Брук Джонсон
- Питер Доналдсон — Шварц

## Отзывы
Премьера фильма состоялась на Каннском кинофестивале, где он был удостоен гран-при, а также призов экуменического жюри и ФИПРЕССИ. Хотя все собранные на сайте Rotten Tomatoes рецензии можно назвать положительными, некоторые критиковали «Славное будущее» за медлительный темп и за выбор на главную роль маловыразительного Иэна Холма.
Российский кинокритик Лидия Маслова посчитала ленту Эгояна «скучной, печальной и банальной» на том основании, что та напомнила ей «разжиженную достоевщину со слезинками ребёнка, всеобщей ущербностью и виной».

## Награды и номинации
- 1997 — три приза Каннского кинофестиваля: гран-при, приз экуменического жюри и приз ФИПРЕССИ (все — Атом Эгоян).
- 1997 — приз за лучший канадский фильм на кинофестивале в Торонто (Атом Эгоян).
- 1997 — три приза Вальядолидского кинофестиваля: «Золотой колос» и приз молодёжного жюри (оба — Атом Эгоян), приз за лучшую операторскую работу (Пол Саросси).
- 1997 — 7 премий «Джини»: лучший фильм (Атом Эгоян, Камелия Фриберг), режиссура (Атом Эгоян), мужская роль (Иэн Холм), операторская работа (Пол Саросси), музыка (Майкл Данна), звук и звуковой монтаж. Также лента номинировалась ещё в 9 категориях: лучший сценарий (Атом Эгоян), мужская роль (Брюс Гринвуд), женская роль (Габриэль Роуз и Сара Полли), мужская роль второго плана (Том МакКамэс), монтаж (Сьюзан Шиптон), работа художника (Филип Баркер, Патрисия Куччия), костюмы (Бет Пастернак), оригинальная песня («The Sweet Hereafter», авторы — Майкл Данна и Сара Полли).
- 1997 — премия Национального совета кинокритиков США за лучший актёрский ансамбль, а также номинация в категории «лучший фильм».
- 1998 — две номинации на премию «Оскар» за лучшую режиссуру и адаптированный сценарий (обе — Атом Эгоян).
- 1998 — премия «Независимый дух» за лучший зарубежный фильм (Атом Эгоян).